# Gore Verbinski
Gregor "Gore" Verbinski, född 16 mars 1964 i Oak Ridge i Tennessee, är en amerikansk filmregissör, manusförfattare och filmproducent. Han har gjort bland annat The Ring (2002), Pirates of the Caribbean: Svarta Pärlans förbannelse (2003), Pirates of the Caribbean: Död mans kista (2006), Pirates of the Caribbean: Vid världens ände (2007) och The Lone Ranger (2013). Verbinski har regisserat allt ifrån skräckfilmer till fantasy och ren komedi. På Oscarsgalan 2012 tilldelades Verbinski en Oscar för bästa animerade film för Rango (2011).

## Filmografi (i urval)
- 1997 – Mus i sitt eget hus
- 2001 – The Mexican
- 2002 – The Ring
- 2003 – Pirates of the Caribbean: Svarta Pärlans förbannelse
- 2005 – The Weather Man
- 2006 – Pirates of the Caribbean: Död mans kista
- 2007 – Pirates of the Caribbean: Vid världens ände
- 2011 – Rango
- 2013 – The Lone Ranger
- 2016 – A Cure for Wellness